# Pasaporte de la Unión Africana
El pasaporte de la Unión Africana es un pasaporte común que tiene como objetivo reemplazar los pasaportes nacionales de los países integrantes de la Unión Africana, y que permite viajar exento de visa en las 54 naciones de dicho consorcio. El nuevo documento fue lanzado el 17 de julio de 2016 en la 27 Sesión Ordinaria de la Unión Africana, la cual tuvo lugar en Kigali, Ruanda. Las primeras personas en recibir el pasaporte fueron el presidente de Ruanda, Paul Kagame y el de Chad, Idris Deby.
El objetivo, según la Unión Africana, es "facilitar el movimiento libre de personas, bienes y servicios alrededor del continente, en orden de impulsar el comercio libre africano, así como el desarrollo socioeconómico y la integración". El documento fue creado como parte de la estrategia África 2063.

## Tipos de pasaporte
Tres tipos de pasaportes serán emitidos:
- Pasaporte ordinario, serán dados a quienes los usen con fines turísticos y viajes de negocios. Tendrán 32 páginas y tendrán una duración de cinco años.
- Pasaporte oficial o de servicio, serán dados a aquellos funcionarios vinculados a instituciones gubernamentales que hagan viajes de servicio público
- Pasaporte diplomático, serán dados al personal diplomático de los distintos países de la unión

## Idiomas
El pasaporte tendrá inscripciones en inglés, francés, árabe, portugués y suajili.